# Call the Police (utwór)
Call the Police (utwór) – tytuł utworu nagranego w 2016 roku przez rumuński kwartet G Girls.

## Utwór
Singiel Call the police jest typowym utworem Eurodance autorstwa Erica Turnera, Julimara Santosa Oliveira Neponunceno, którego producentem został Marco & Seba. Wszyscy wcześniej współpracowali z Inną. Utwór był popularny w Polsce zajął 1. miejsce w 3772. notowaniu POP listy przebojów radia RMF FM. Debiutował 4 listopada 2016 roku (notowanie 3755.), a na liście utrzymał się do 10 stycznia 2017 roku.

## Zespół
Powstanie zespołu jest pomysłem wytwórni Global Records z 2016 roku. Kobiecy kwartet tworzą Alexandra Stan, Antonia, Inna i Lori. W 2016 roku wydały taneczny utwór „Call the Police”. Inna to pseudonim Eleny Alexandry Apostoleanu, która od 2008 roku prowadzi samodzielną karierę. Alexandra Stan to piosenkarka znana z singli Mr Saxobeat, Get Back i Lemoniade. Antonia, czyli Antonia Iacobescu występuje od 2009 roku. Najmłodsza stażem Lori, czyli Loredana Ciobotaru, zdobyła popularność, pojawiając się w 2015 roku w drugim sezonie Vocea României (The Voice of Romania).